# Sundhouse
Sundhouse település Franciaországban, Bas-Rhin megyében. Lakosainak száma 1810 fő (2022. január 1.). Sundhouse Diebolsheim, Rhinau, Richtolsheim, Saasenheim, Schœnau, Schwobsheim és Wittisheim községekkel határos.

## Népesség
A település népessége az elmúlt években az alábbi módon változott:
| Lakosok száma | 1698 | 1779 | 1842 | 1823 | 1818 | 1851 | 1837 | 1824 | 1810 |
|               | 2013 | 2015 | 2016 | 2017 | 2018 | 2019 | 2020 | 2021 | 2022 |